# Jurij Knez
Jurij Knez (noto anche con i cognomi: Khnes, Khness, Khuess, Khüess, Khnies, Kness, Khues, Knees) (Vrhnika, metà del XVI secolo – dopo il 1620) è stato un compositore e basso sloveno.

## Biografia
La prima attività musicale documentata di Jurij Knez fu quella di cantante basso presso il convento di Hall in Tirol dal 1582 al 1589. Successivamente, dal 1589 al 1592 cantò nella cappella di corte di Salisburgo, dove egli compose un vespro, neu componierte Vespergesänge neben ainem musicalischen Magnificat, andato perduto. Nello stesso periodo prestò brevi servizi monacense e a Stoccarda. Nel 1593 divenne Kantor a San Nicola ad Hall in Tirol e dal 1594 al 1612 e dal 1614 al 1619 membro della cappella reale di Vienna. Lo troviamo infine nuovamente a Salisburgo dal 1620-1621.